# 克萊比
克萊比（挪威語：Klæbu）是挪威已撤銷的市镇，曾位於南特倫德拉格郡。該市镇存在於1838年至2020年間。